# Don Beaven

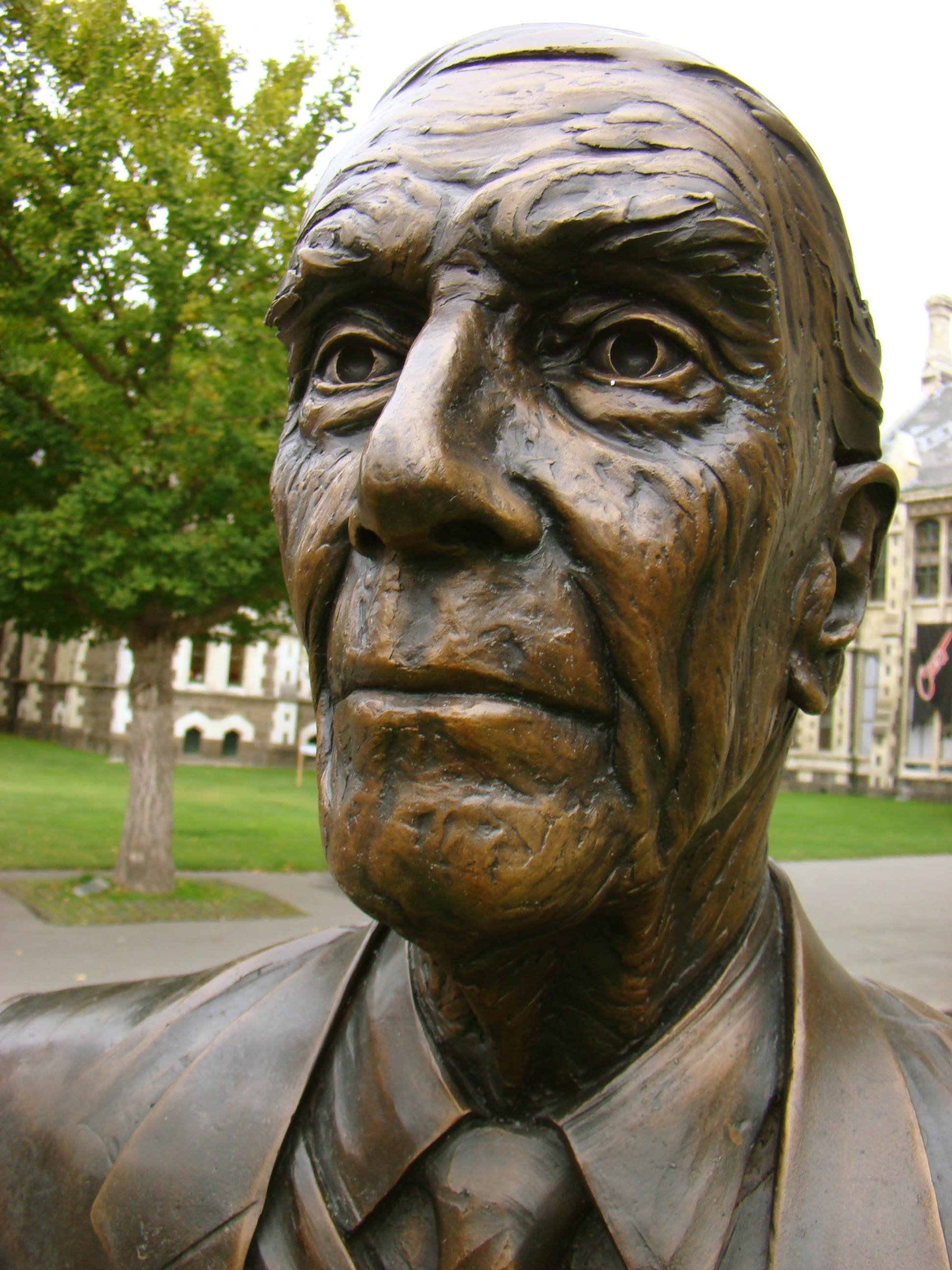
Büste von Beaven als einer der Twelve Local Heroes vor dem Christchurch Arts Centre

Sir Donald Ward Beaven KNZM CBE (* 31. August 1924; † 4. November 2009 in Little Akaloa auf der Banks Peninsula) war ein neuseeländischer Medizinforscher auf dem Gebiet der Diabetestherapie und -prävention.
Beaven erhielt seine Ausbildung an der University of Otago Dunedin School of Medicine und der Harvard Medical School
Er begann 1960 als Vollzeitkraft in Lehre und Forschung an der Christchurch School of Medicine zu arbeiten. und wurde 1971 zum Foundation Professor ernannt.
Als Befürworter der Mittelmeerküche förderte Beaven den Weinbau auf der Südinsel Neuseelands und ließ Weingärten und Olivenhaine um Christchurch und auf der Banks Peninsula pflanzen.
Beaven starb 2009 bei der Bekämpfung eines Brandes in seinem Ferienhaus in Little Akaloa auf der Banks Peninsula. Ein Gedenkgottesdienst für ihn am 19. Dezember 2009 in der Christchurch Town Hall wurde von fast 1000 Menschen besucht. Zu dieser Gelegenheit kündigte  der Vorsitzende des Health Research Council of New Zealand an, dass die Emeritus Professor Sir Donald Ward Beaven Medal for Diabetes Research künftig jährlich an den neuseeländischen Forscher vergeben wird, der den größten Beitrag zur Diabetesforschung gelistet hat.

## Auszeichnungen
- Namenspatron der des Beaven Lecture Theatre der Christchurch School of Medicine.
- Namensgeber der Emeritus Professor Sir Donald Ward Beaven Medal for Diabetes Research (postum, 2009)
- Knight Companion des New Zealand Order of Merit (März 2009)[8]
- Bronzebüste als einer der Twelve Local Heroes (Zwölf Lokalhelden) vor dem Christchurch Arts Centre.[9]
- Commander of the Order of the British Empire (1989) für seine Dienste für die Medizin und die Gesellschaft[10]
- Distinguished Companion des New Zealand Order of Merit (2005) für seine Leistungen für Personen mit Diabetes.[11]